# Мокрое (Тульская область)
Мокрое — село в Арсеньевском районе Тульской области России. 
В рамках административно-территориального устройства является центром Мокровского сельского округа Арсеньевского района, в рамках организации местного самоуправления входит в муниципальное образование Астаповское со статусом сельского поселения в составе муниципального района.

## Население
| 2002 | 2010 | 2014 | 2015 |
| ---- | ---- | ---- | ---- |
| 222  | ↘172 | ↗188 | ↘187 |

## История
Исток реки Исты, около которого находится поселение упоминается в описаниях составленной в Разрядном приказе «Книги Большому чертежу» первой половины XVII века (протограф 1627 года).
Согласно восьмой ревизской сказке 1834 года в селе насчитывалось 145 дворов, 553 душ мужского пола и 525 женского.
Образована — первое упоминание в белёвских писцовых книгах 1630—1632 годов.
С 1856 года началось расселение села Мокрое во вновь образованные деревни Алексеевку и Ивановку, а также в уже существующую деревню Коровьи Хвосты, переименованную позже в Коровенку.
До революции село входило в состав Лучанской волости Белёвского уезда.
В 1862 году в селе была перестроена церковь, при церкви в 1886 году была открыта школа грамоты.
Упоминается в книге «Приходы и церкви Тульской епархии» 1895 года.

## В культуре
Село Мокрое упоминается в романе Ф. М. Достоевского «Братья Карамазовы».